# لیدیا زوروا
لیدیا ویساریونونا زوروا (زادهٔ ۱۳ اوت ۱۸۹۰ در سنت‌پترزبورگ - درگذشتهٔ ۱ مه ۱۹۱۶) یکی از زنان پیشگام صنعت هوانوردی بود که به عنوان نخستین زن در روسیه که گواهینامه خلبانی دریافت کرد شناخته می‌شود. اگرچه او تنها تا ۲۵ سالگی زندگی کرد، اما او به خاطر شاهکارهایش به عنوان یک هوانورد زن شناخته می‌شود. او در نمایشگاه‌های هوایی در اروپای شرقی شرکت می‌کرد و بعداً به همراه همسرش ولادیمیر ویکتوروویچ اسلوسارنکو، یک کارخانه هواپیماسازی در ریگا راه‌اندازی کرد.

## اوایل زندگی
زوروا در سال ۱۸۹۰ در سنت‌پترزبورگ در یک خانواده نظامی متولد شد و در مؤسسه دختران تزار نیکلاس اول تحصیل کرد. در سال ۱۹۱۰، مجموعه‌ای از نمایشگاه‌هایی که در روسیه برگزار شد، خلبان‌های فرانسوی و آلمانی را گرد هم آورد و در عین حال اشتیاق به هوانوردی را در عموم مردم روسیه ترویج کرد. یکی از خلبانان پیشرو فرانسوی که در این رویدادها فعال بود، ریموند دو لاروش بود که به عنوان اولین زن دریافت‌کنندهٔ مجوز پرواز در جهان شناخته می‌شد. حضور ریموند بر زوروا تأثیر به‌سزایی گذاشت.

## حرفه پرواز
سال بعد، در ۲۲ اوت ۱۹۱۱ (۱۰ آگوست بر اساس تقویم روسی به سبک قدیمی)، زورووا گواهینامه شماره ۳۱ را از مدرسه پرواز انجمن هوانوردی روسیه در گاتچینا دریافت کرد و بدین ترتیب او به عنوان نخستین زن روس که گواهینامه خلبانی دریافت کرد، شناخته شد. او هشتمین زنی بود که در جهان توانست گواهینامه خلبانی دریافت کند.

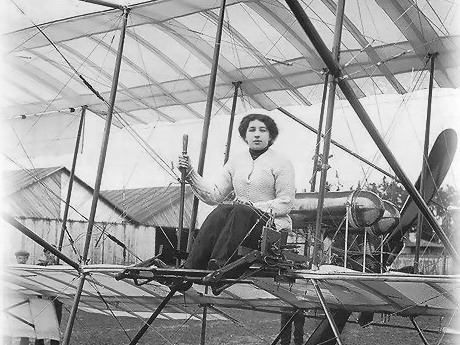
لیدیا زوروا در سال ۱۹۱۱

برای مدتی، زوروا در نمایش‌های هوایی شرکت می‌کرد. اما برخی از برگزارکنندگان نمایش‌های هوایی زوروا را از شرکت در این نمایش‌ها منع کردند یا هزینه‌های ورودی بیش از حد بالا را خواستار شدند. چنین اتفاقاتی و بار هزینه‌های سفر به نمایشگاه‌ها باعث شد که او و همسرش، ولادیمیر ویکتوروویچ اسلوسارنکو، به فکر تأسیس یک کارخانه هواپیماسازی بیافتند. زوروا و اسلوسارنکو با کمک فدور کالپ، راننده اتومبیل، قراردادی دولتی برای سازماندهی یک کارگاه تعمیر و آموزش هوانوردی در ریگا امضا کردند. تا اواسط سال ۱۹۱۴، این سازمان توانست ۱۰ فروند هواپیمای فارمان ۱۶ تولید کند.
پس از شروع جنگ جهانی اول، عملیات در سنت‌پترزبورگ جابجا شد و گسترش یافت؛ جایی که هواپیماهای فارمان و موران، تولید انبوه می‌شدند. در این هنگام زوروا معمولاً ارزیابی مکانیکی مدل‌های جدیدتر را انجام می‌داد و گاهی نیز هواپیماهای اصلاح‌شده را آزمایش می‌کرد.
در ۱۹ مه ۱۹۱۴، زوروا با یک هواپیمای تک‌باله موران، در مقابل چشمان جمعیتی از مردم شهر ریگا که کلیهٔ بلیط‌های نمایشگاه را خریداری کرده بودند، یک نمایش هوایی آکروباتیک انجام داد. در این روز او مانور حلقه (Loop) را انجام داد و به نخستین زنی تبدیل شد که این مانور را انجام داده است.

## مرگ
در آوریل ۱۹۱۶، زوروا به تب حصبه مبتلا شد. او در ۱ می در سن ۲۵ سالگی درگذشت. زوروا در صومعهٔ الکساندر نوسکی در حالی که یک سازه هوایی به افتخار او بر فراز قبرستان پرواز می‌کرد به خاک سپرده شد.